# 鐮野鯪
鐮野鯪，為輻鰭魚綱鯉形目鯉科的其中一個種。分布於非洲剛果河流域，本魚在內面上嘴唇有橫跨的皺摺；具兩對的觸鬚，生殖器孔口非常遠離臀鰭起點，背鰭軟條11枚；脊椎骨32個，體長可達38.1公分。

## 扩展阅读
維基物種上的相關：鐮野鯪